# Articulation atlanto-axoïdienne
L'articulation atlanto-axoïdienne (ou articulation atloïdo-axoïdienne) est une articulation mettant en jeu les deux premières vertèbres cervicales : l'axis et l'atlas.
Elle est constituée de trois articulations :
- l'articulation atlanto-axoïdienne médiane entre la dent de l'axis et la face postérieure de l'arc antérieur de l'atlas ;
- deux articulations atlanto-axoïdiennes latérales entre les processus articulaires inférieurs de l'atlas, et les processus articulaires supérieurs de l'axis.